# Половіна (Естонія)
Половіа (ест. Polovina), також Половінна, Половіно, Боловіно, Меелма, Палу, Салу — село в Естонії, входить до складу волості Меремяе, повіту Вирумаа.